# الحبيل والشلولية
قرية الحبيل والشلولية هي إحدى القرى التابعة لمركز البلينا بمحافظة سوهاج في جمهورية مصر العربية. حسب إحصاءات سنة 2006، بلغ إجمالي السكان في الحبيل والشلولية 4628 نسمة، منهم 2229 رجل و2399 امرأة.